# Avenida Brasil (Santiago de Chile)
La avenida Brasil es una arteria vial ubicada en el barrio Brasil del centro de la ciudad de Santiago, Chile. Comunica, de sentido norte a sur, las avenidas Balmaceda y Libertador General Bernardo O'Higgins.

## Historia

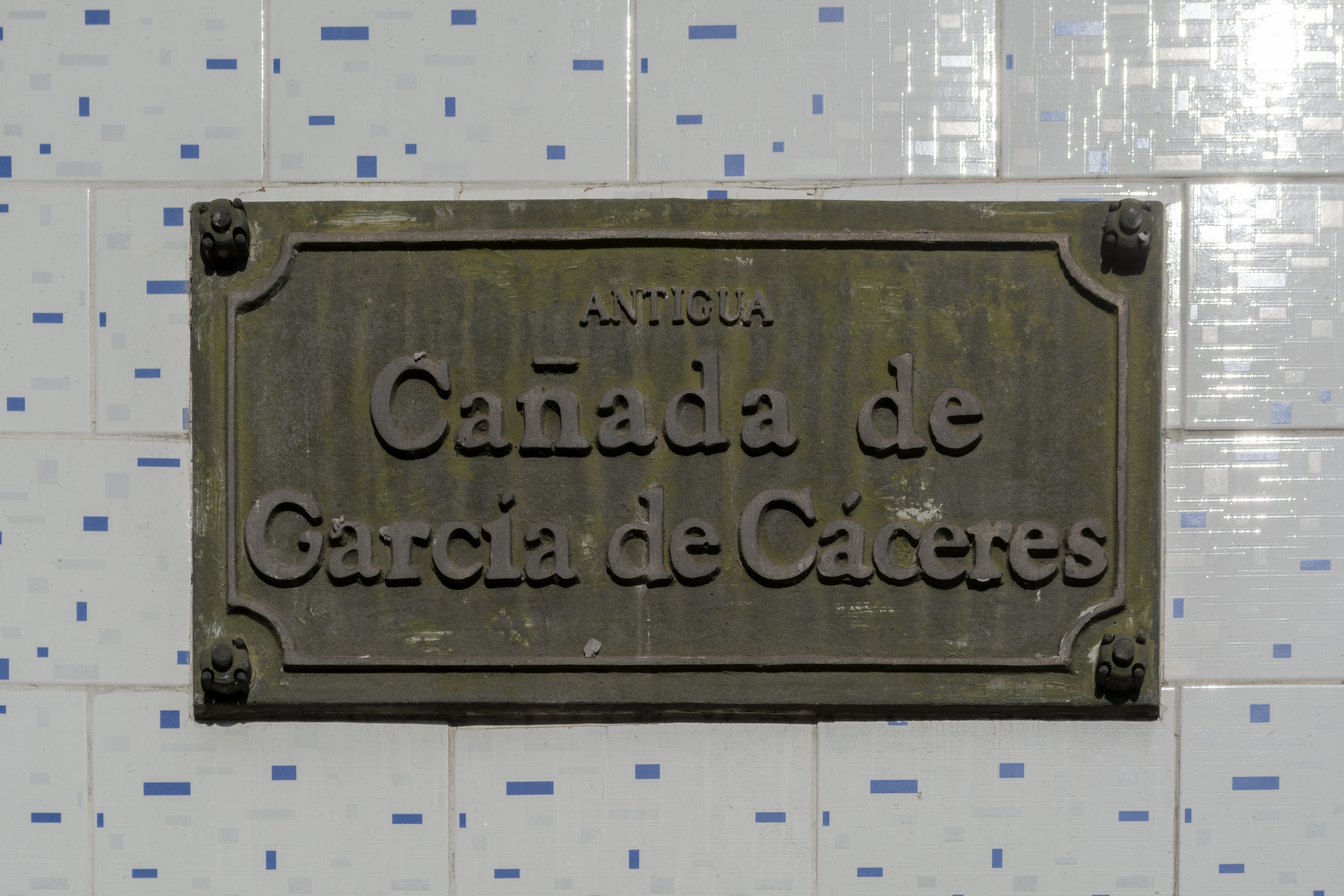
Placa con la denominación de cañada de García de Cáceres.

En la fundación de Santiago en 1541 Pedro de Valdivia entregó una chacra al capitán Diego García de Cáceres, entre el río Mapocho y la Cañada, el brazo sur del cauce que daría origen a la avenida Libertador General Bernardo O'Higgins. Estos terrenos se extendían hacia el poniente de la nueva población, que abarcaban lo que después sería el barrio Yungay y la Quinta Normal. Frente a esta propiedad nació un sendero, que tenía en sus inicios media cuadra de anchura, y la denominación de «cañada de García de Cáceres». Iba desde el río Mapocho, en un lugar denominado como los Tambillos del Inca, hacia el sur en una forma un poco inclinada, lo que rompía con el plano damero de la ciudad.
La hija de Diego García de Cáceres, Isabel Osorio de Cáceres, casó con el general Ramiro Yáñez de Saravia, por lo cual el camino comenzó a conocerse como «cañada de Saravia» a partir de 1630. Con el tiempo, la chacra siguió cambiando de dueños, por lo que la vía también fue conocida como «cañada o callejón de Portales», y como «callejón de Negrete».
Por el camino corría una acequia que salía desde el Mapocho, y que servía para regadío de una viña, y que luego recibió las aguas servidas de la ciudad a través de acequias interiores, y que las llevaba hacia el poniente, al sector de Chuchunco. Ampliada después, la acequia recibió el nombre de «canal de Negrete».
En 1795, en la intersección con el camino de San Pablo, y con motivo del término de la construcción del camino a Valparaíso realizado en el gobierno de Ambrosio O'Higgins, el Cabildo construyó un obelisco trunco o pirámide, cuya réplica está aún en el sector.
En el marco de los proyectos urbanos impulsados por el intendente Benjamín Vicuña Mackenna, en 1870 el ingeniero militar Tomás Walton confeccionó los planos para la apertura de la calle Negrete hacia al sur, para llegar a la Alameda, que fue realizado en 1897. Esto, sumado al abovedamiento del canal de Negrete, el establecimiento del suministro del agua potable y la construcción de escuelas llevaron al desarrollo del barrio Brasil.
En 1902 comenzó la construcción de la plaza Brasil, entre las calles Huérfanos y Compañía, y que tomó este nombre por estar ubicada frente al palacio que albergaba la embajada de Brasil, lo que se extendió también a la avenida, que también ocupó la denominación de este país.